# Josef Langl

Doppeldecker über der Festung Iwangorod (HGM)

Josef Langl (* 18. März 1843 in Dobrzan; † 27. Mai 1916 in Wien) war ein österreichischer Maler, Bildhauer und Erzähler.

## Leben
Langl wuchs ab 1855 in Wien auf, wo er ab 1858 ein Studium der Architektur und Architekturmalerei aufnahm. Langl wirkte zwischen 1870 und 1892 als Zeichenlehrer und bekleidete dann bis 1915 das Amt eines Fachinspektors für Zeichenunterricht in Wien und Niederösterreich.
Zu den Bildern Langl gehören neben einer Vielzahl anderer Landschaftsaufnahmen auch Panoramen von Wien und Dobrzan. Der Schul- und Regierungsrat schuf Buchillustrationen und entwarf lithographische Vorlagen zur Ausgestaltung der Schulen in ganz Österreich-Ungarn. Daneben arbeitete Langl auch für die „Zeitschrift für bildende Kunst“ und „Die Waage“. Für seine Verdienste verlieh ihm die Stadt Wien die Ehrenbürgerschaft.
Langl rückte als Oberleutnant der Reserve in den Ersten Weltkrieg ein. Im Herbst 1914 war er Fliegerbeobachter bei den Fliegerkompanien Nr. 8, 15 und 5 und flog auf dem russischen und serbischen Kriegsschauplatz. Im Dezember 1915 wurde er aus Gesundheitsgründen zur technischen Abteilung des Kommandos der k.u.k. Luftfahrtruppen versetzt.

## Werke (Auszug)

### Gemälde
- Österreichischer Doppeldecker über der Festung Iwangorod, 1916, Öl auf Leinwand, 90 × 110 cm, Heeresgeschichtliches Museum Wien
- Panorama von Wien, 1873, Öl auf Leinwand, Wien Museum
- Ein Tag in der Wachau, 1899
- Der Dom von Orvieto mit Vorplatz, 1880
- Blick über die sizilianische Küste mit der Stadt Syrakus
- Schloss Taufers, 1905

### Plastiken
- Ecco homo, Klosterkirche Döbling
- Odysseus, Klosterkirche Döbling

### Fachliteratur
- Denkmäler der Kunst, 1872–1881, 4 Bde
- Sechzig Jahre österreichischer Zeichenunterricht. In: Achtunddreißigster Jahresbericht der k. k. I. Staatsrealschule im II. Bezirke in Wien für das Schuljahr 1908/1909, Wien, 1909 Digitalisat

### Erzählungen
- Heinrich und Hilde, Hölzel Wien 1898
- Julie. Eine Erzählung aus dem Böhmerwald, Leipzig 1908